# Torneo Apertura 2019 (Honduras)
El Torneo Apertura 2019 (también llamado Copa Salva Vida de Apertura 2019, por motivos de patrocinio), fue la (76.ª edición) de la Liga Nacional de Honduras, siendo el primer torneo de la Temporada 2019-20. Comenzó a disputarse el día 27 de julio y culminó el 8 de diciembre de 2019.

## Sistema de competición

### Fase de clasificación
En la fase de clasificación se observará el sistema de puntos. La ubicación en la tabla general está sujeta a lo siguiente:
- Por juego ganado se obtendrán tres puntos.
- Por juego empatado se obtendrá un punto.
- Por juego perdido no se otorgan puntos.

El campeonato se jugará con un sistema de «Todos contra Todos» entre los diez equipos participantes. Los partidos estarán definidos en 18 jornadas, y al finalizar las mismas los primeros cinco lugares clasificarán de manera automática a una pentagonal,en partidos «Todos contra Todos» el primer lugar de la tabla de posiciones tiene asegurada la final y de ganar la pentagonal será el campeón; el resto de los equipos quedará sin ninguna opción a pelear por el título.

### Fase final
La fase final se definirá por las siguientes etapas:
- Pentagonal
- Final

A la pentagonal clasificarán los primeros cinco lugares. en partidos «Todos contra Todos» el primer lugar de la tabla de posiciones tiene asegurada la final y de ganar la pentagonal será el campeón y en caso de que sea diferente ganador en la pentagonal se disputarán el título de Campeón del Torneo de Apertura 2019 el primer lugar del campeonato al término de la jornada 18 y el ganador de la pentagonal.

## Información de los equipos

### Ascenso y descenso
| Pos | a la Liga Nacional |
| --- | ------------------ |
| 1º  | Real Sociedad      |

| Pos | a la Liga de Ascenso |
| --- | -------------------- |
| 10º | Juticalpa F.C.       |

### Equipos participantes
| Equipo            | Ciudad         | Entrenador          | Estadio                                                           | Aforo                | Primera participación |
| ----------------- | -------------- | ------------------- | ----------------------------------------------------------------- | -------------------- | --------------------- |
| Olimpia           | Tegucigalpa    | Pedro Troglio       | Tiburcio Carías Andino                                            | 35,000               | 1965                  |
| Motagua           | Tegucigalpa    | Diego Vásquez       | Tiburcio Carías Andino                                            | 35,000               | 1965                  |
| Real España       | San Pedro Sula | Ramiro Martínez     | General Francisco Morazán Olímpico Metropolitano                  | 20,000 40,000        | 1965                  |
| Marathón          | San Pedro Sula | Héctor Vargas       | General Francisco Morazán Olímpico Metropolitano Yankel Rosenthal | 20,000 40,000 15,000 | 1965                  |
| Vida              | La Ceiba       | Fernando Araújo     | Municipal Ceibeño                                                 | 20,000               | 1965                  |
| Platense          | Puerto Cortés  | Guillermo Bernárdez | Excelsior                                                         | 15,000               | 1965                  |
| Honduras Progreso | El Progreso    | Ovidio Fúnez        | Humberto Micheletti                                               | 5,000                | 1965                  |
| UPNFM             | Choluteca      | Salomón Nazar       | Emilio Williams Agasse                                            | 8,000                | 2017                  |
| Real de Minas     | Danlí          | Raúl Cáceres        | Marcelo Tinoco                                                    | 5,000                | 2018                  |
| Real Sociedad     | Tocoa          | Carlos Tábora       | Francisco Martínez Durón                                          | 10,000               | 2012                  |

### Equipos por zona geográfica
| Honduras Progreso Motagua Olimpia Real Sociedad Real España Marathón Vida UPNFM Platense Real de Minas \| Departamento \| N.º \| Equipos \| \| ----------------- \| --- \| -------------------------------- \| \| Cortés \| 3 \| Marathon, Platense y Real España \| \| Francisco Morazán \| 2 \| Motagua y Olimpia \| \| Yoro \| 1 \| Honduras Progreso \| \| Atlántida \| 1 \| Vida \| \| Colón \| 1 \| Real Sociedad \| \| Choluteca \| 1 \| UPNFM \| \| El Paraíso \| 1 \| Real de Minas \| |     |                                  |
| Departamento | N.º | Equipos                          |
| Cortés | 3   | Marathon, Platense y Real España |
| Francisco Morazán | 2   | Motagua y Olimpia                |
| Yoro | 1   | Honduras Progreso                |
| Atlántida | 1   | Vida                             |
| Colón | 1   | Real Sociedad                    |
| Choluteca | 1   | UPNFM                            |
| El Paraíso | 1   | Real de Minas                    |

### Cambios de entrenadores
| Equipo            | Entrenador saliente | Jornadas | Nuevo entrenador    | Jornadas |
| ----------------- | ------------------- | -------- | ------------------- | -------- |
| Real España       | Carlos Restrepo     | Pre.     | Hernan Medford      |          |
| Platense          | Carlos Caballero    | Pre.     | Anthony Torres      |          |
| Vida              | Héctor Castellón    | Pre.     | Fernando Araújo     |          |
| Olimpia           | Manuel Keosseian    | Pre.     | Pedro Troglio       |          |
| Real Sociedad     | Carlos Martínez     | Pre.     | Mauro Reyes         |          |
| Honduras Progreso | Luis Alvarado       | 1 - 4    | Ovidio Fúnez (int.) | 5 - 6    |
| Honduras Progreso | Ovidio Fúnez (int.) | 5 - 6    | Horacio Londoño     | 7 - 13   |
| Platense          | Anthony Torres      | 1 - 7    | Héctor Castellón    | 8 - 15   |
| Real Sociedad     | Mauro Reyes         | 1 - 9    | Carlos Tábora       | 10 -     |
| Real España       | Hernan Medford      | 1 - 11   | Luis Ordoñez (int.) | 12 - 13  |
| Real España       | Luis Ordoñez (int.) | 12 - 13  | Ramiro Martínez     | 14 -     |
| Honduras Progreso | Horacio Londoño     | 7 - 13   | Ovidio Fúnez (int.) | 14 -     |
| Platense          | Héctor Castellón    | 8 - 15   | Guillermo Bernárdez | 16 -     |

## Fase de clasificación
| Jornada 1          | Jornada 1 | Jornada 1     | Jornada 1           | Jornada 1   | Jornada 1 |
| Local              | Resultado | Visitante     | Estadio             | Fecha       | Hora      |
| ------------------ | --------- | ------------- | ------------------- | ----------- | --------- |
| Marathón           | 2 - 0     | Real de Minas | Yankel Rosenthal    | 27 de julio | 15:00     |
| Honduras Progreso  | 0 - 4     | Olimpia       | Humberto Micheletti | 27 de julio | 15:30     |
| Vida               | 1 - 1     | UPNFM         | Ceibeño             | 27 de julio | 19:15     |
| Real Sociedad      | 0 - 0     | Real España   | Francisco Martínez  | 28 de julio | 14:00     |
| Motagua            | 2 - 1     | Platense      | Nacional            | 28 de julio | 16:00     |
| Total de goles: 11 |           |               |                     |             |           |

| Jornada 2         | Jornada 2 | Jornada 2         | Jornada 2      | Jornada 2   | Jornada 2 |
| Local             | Resultado | Visitante         | Estadio        | Fecha       | Hora      |
| ----------------- | --------- | ----------------- | -------------- | ----------- | --------- |
| Real de Minas     | 1 - 0     | Honduras Progreso | Marcelo Tinoco | 4 de agosto | 15:30     |
| Platense          | 1 - 1     | UPNFM             | Excélsior      | 4 de agosto | 16:00     |
| Real España       | 1 - 0     | Motagua           | Olímpico       | 4 de agosto | 17:00     |
| Olimpia           | 2 - 0     | Real Sociedad     | Nacional       | 4 de agosto | 18:00     |
| Vida              | 0 - 2     | Marathón          | Ceibeño        | 4 de agosto | 18:00     |
| Total de goles: 8 |           |                   |                |             |           |

| Jornada 3          | Jornada 3 | Jornada 3     | Jornada 3           | Jornada 3    | Jornada 3 |
| Local              | Resultado | Visitante     | Estadio             | Fecha        | Hora      |
| ------------------ | --------- | ------------- | ------------------- | ------------ | --------- |
| Honduras Progreso  | 1 - 1     | Real España   | Humberto Micheletti | 10 de agosto | 17:00     |
| UPNFM              | 1 - 0     | Real de Minas | Emilio Williams     | 10 de agosto | 17:00     |
| Platense           | 3 - 0     | Vida          | Excélsior           | 11 de agosto | 16:00     |
| Motagua            | 2 - 1     | Real Sociedad | Nacional            | 11 de agosto | 16:00     |
| Marathón           | 1 - 1     | Olimpia       | Olímpico            | 11 de agosto | 16:00     |
| Total de goles: 11 |           |               |                     |              |           |

| Jornada 4          | Jornada 4 | Jornada 4         | Jornada 4          | Jornada 4    | Jornada 4 |
| Local              | Resultado | Visitante         | Estadio            | Fecha        | Hora      |
| ------------------ | --------- | ----------------- | ------------------ | ------------ | --------- |
| Real de Minas      | 4 - 4     | Motagua           | Marcelo Tinoco     | 14 de agosto | 15:30     |
| Real Sociedad      | 0 - 2     | UPNFM             | Francisco Martínez | 14 de agosto | 15:30     |
| Marathón           | 4 - 1     | Honduras Progreso | Yankel Rosenthal   | 14 de agosto | 15:30     |
| Real España        | 2 - 2     | Platense          | Olímpico           | 14 de agosto | 19:00     |
| Olimpia            | 1 - 0     | Vida              | Nacional           | 14 de agosto | 19:00     |
| Total de goles: 20 |           |                   |                    |              |           |

| Jornada 5          | Jornada 5 | Jornada 5         | Jornada 5       | Jornada 5      | Jornada 5 |
| Local              | Resultado | Visitante         | Estadio         | Fecha          | Hora      |
| ------------------ | --------- | ----------------- | --------------- | -------------- | --------- |
| Real España        | 5 - 1     | Real de Minas     | Morazán         | 17 de agosto   | 19:00     |
| UPNFM              | 0 - 1     | Marathón          | Emilio Williams | 17 de agosto   | 19:00     |
| Vida               | 2 - 1     | Real Sociedad     | Ceibeño         | 17 de agosto   | 19:15     |
| Platense           | 0 - 1     | Honduras Progreso | Excélsior       | 18 de agosto   | 16:00     |
| Olimpia            | 2 - 0     | Motagua           | Olímpico        | 3 de noviembre | 17:00     |
| Total de goles: 13 |           |                   |                 |                |           |

| Jornada 6          | Jornada 6 | Jornada 6         | Jornada 6          | Jornada 6    | Jornada 6 |
| Local              | Resultado | Visitante         | Estadio            | Fecha        | Hora      |
| ------------------ | --------- | ----------------- | ------------------ | ------------ | --------- |
| Real de Minas      | 3 - 1     | Platense          | Marcelo Tinoco     | 24 de agosto | 15:30     |
| Marathón           | 3 - 1     | Real España       | Olímpico           | 24 de agosto | 15:30     |
| Motagua            | 3 - 1     | Vida              | Carlos Miranda     | 24 de agosto | 19:00     |
| Real Sociedad      | 0 - 1     | Honduras Progreso | Francisco Martínez | 25 de agosto | 15:00     |
| UPNFM              | 0 - 2     | Olimpia           | Emilio Williams    | 25 de agosto | 18:00     |
| Total de goles: 15 |           |                   |                    |              |           |

| Jornada 7         | Jornada 7 | Jornada 7     | Jornada 7               | Jornada 7       | Jornada 7 |
| Local             | Resultado | Visitante     | Estadio                 | Fecha           | Hora      |
| ----------------- | --------- | ------------- | ----------------------- | --------------- | --------- |
| Real España       | 0 - 2     | Vida          | Morazán                 | 31 de agosto    | 19:00     |
| Honduras Progreso | 0 - 1     | UPNFM         | Humberto Micheletti     | 31 de agosto    | 19:15     |
| Real de Minas     | 1 - 2     | Olimpia       | Marcelo Tinoco          | 1 de septiembre | 15:30     |
| Motagua           | 1 - 0     | Marathón      | Juan Ramón Brevé Vargas | 1 de septiembre | 16:00     |
| Platense          | 1 - 1     | Real Sociedad | Excélsior               | 1 de septiembre | 16:00     |
| Total de goles: 9 |           |               |                         |                 |           |

| Fecha FIFA |

| Jornada 8          | Jornada 8 | Jornada 8     | Jornada 8           | Jornada 8        | Jornada 8 |
| Local              | Resultado | Visitante     | Estadio             | Fecha            | Hora      |
| ------------------ | --------- | ------------- | ------------------- | ---------------- | --------- |
| Real Sociedad      | 2 - 5     | Marathón      | San Jorge           | 11 de septiembre | 19:00     |
| Olimpia            | 1 - 2     | Platense      | Carlos Miranda      | 11 de septiembre | 19:00     |
| Vida               | 1 - 0     | Real de Minas | Ceibeño             | 11 de septiembre | 19:15     |
| Honduras Progreso  | 0 - 1     | Motagua       | Humberto Micheletti | 12 de septiembre | 19:00     |
| Real España        | 1 - 2     | UPNFM         | Morazán             | 12 de septiembre | 19:00     |
| Total de goles: 15 |           |               |                     |                  |           |

| Jornada 9          | Jornada 9 | Jornada 9         | Jornada 9        | Jornada 9        | Jornada 9 |
| Local              | Resultado | Visitante         | Estadio          | Fecha            | Hora      |
| ------------------ | --------- | ----------------- | ---------------- | ---------------- | --------- |
| Real de Minas      | 2 - 1     | Real Sociedad     | Marcelo Tinoco   | 14 de septiembre | 15:30     |
| Vida               | 3 - 0     | Honduras Progreso | Ceibeño          | 14 de septiembre | 19:15     |
| UPNFM              | 0 - 1     | Motagua           | Emilio Williams  | 15 de septiembre | 17:00     |
| Olimpia            | 1 - 1     | Real España       | Carlos Miranda   | 15 de septiembre | 19:00     |
| Marathón           | 3 - 2     | Platense          | Yankel Rosenthal | 12 de octubre    | 15:00     |
| Total de goles: 14 |           |                   |                  |                  |           |

| Jornada 10        | Jornada 10 | Jornada 10        | Jornada 10       | Jornada 10       | Jornada 10 |
| Local             | Resultado  | Visitante         | Estadio          | Fecha            | Hora       |
| ----------------- | ---------- | ----------------- | ---------------- | ---------------- | ---------- |
| Marathón          | 0 - 0      | Real Sociedad     | Yankel Rosenthal | 18 de septiembre | 15:30      |
| Real de Minas     | 1 - 0      | Vida              | Marcelo Tinoco   | 18 de septiembre | 15:30      |
| Motagua           | 2 - 1      | Honduras Progreso | Nacional         | 18 de septiembre | 19:00      |
| UPNFM             | 1 - 1      | Real España       | Emilio Williams  | 18 de septiembre | 19:45      |
| Platense          | 2 - 1      | Olimpia           | Excélsior        | 19 de septiembre | 19:15      |
| Total de goles: 9 |            |                   |                  |                  |            |

| Jornada 11         | Jornada 11 | Jornada 11    | Jornada 11          | Jornada 11       | Jornada 11 |
| Local              | Resultado  | Visitante     | Estadio             | Fecha            | Hora       |
| ------------------ | ---------- | ------------- | ------------------- | ---------------- | ---------- |
| Honduras Progreso  | 2 - 3      | Vida          | Humberto Micheletti | 21 de septiembre | 19:30      |
| Real Sociedad      | 0 - 2      | Real de Minas | Francisco Martínez  | 22 de septiembre | 15:00      |
| Motagua            | 3 - 1      | UPNFM         | Nacional            | 22 de septiembre | 16:00      |
| Platense           | 0 - 4      | Marathón      | Excélsior           | 22 de septiembre | 16:00      |
| Real España        | 0 - 2      | Olimpia       | Olímpico            | 22 de septiembre | 17:00      |
| Total de goles: 17 |            |               |                     |                  |            |

| Jornada 12         | Jornada 12 | Jornada 12        | Jornada 12         | Jornada 12       | Jornada 12 |
| Local              | Resultado  | Visitante         | Estadio            | Fecha            | Hora       |
| ------------------ | ---------- | ----------------- | ------------------ | ---------------- | ---------- |
| Marathón           | 2 - 1      | Motagua           | Olímpico           | 28 de septiembre | 16:00      |
| UPNFM              | 3 - 2      | Honduras Progreso | Emilio Williams    | 28 de septiembre | 19:00      |
| Vida               | 0 - 0      | Real España       | Ceibeño            | 28 de septiembre | 19:15      |
| Real Sociedad      | 3 - 1      | Platense          | Francisco Martínez | 29 de septiembre | 15:00      |
| Olimpia            | 5 - 1      | Real de Minas     | Olímpico           | 29 de septiembre | 17:00      |
| Total de goles: 18 |            |                   |                    |                  |            |

| Jornada 13         | Jornada 13 | Jornada 13  | Jornada 13          | Jornada 13   | Jornada 13 |
| Local              | Resultado  | Visitante   | Estadio             | Fecha        | Hora       |
| ------------------ | ---------- | ----------- | ------------------- | ------------ | ---------- |
| Honduras Progreso  | 1 - 2      | Platense    | Humberto Micheletti | 4 de octubre | 19:00      |
| Marathón           | 4 - 4      | UPNFM       | Yankel Rosenthal    | 5 de octubre | 15:00      |
| Real de Minas      | 1 - 2      | Real España | Marcelo Tinoco      | 5 de octubre | 15:30      |
| Real Sociedad      | 1 - 3      | Vida        | Francisco Martínez  | 6 de octubre | 15:00      |
| Motagua            | 1 - 2      | Olimpia     | Carlos Miranda      | 6 de octubre | 16:00      |
| Total de goles: 21 |            |             |                     |              |            |

| Fecha FIFA |

| Jornada 14         | Jornada 14 | Jornada 14        | Jornada 14      | Jornada 14    | Jornada 14 |
| Local              | Resultado  | Visitante         | Estadio         | Fecha         | Hora       |
| ------------------ | ---------- | ----------------- | --------------- | ------------- | ---------- |
| Real de Minas      | 0 - 1      | Marathón          | Marcelo Tinoco  | 16 de octubre | 15:30      |
| UPNFM              | 2 - 2      | Vida              | Emilio Williams | 16 de octubre | 19:00      |
| Olimpia            | 4 - 0      | Honduras Progreso | Nacional        | 16 de octubre | 19:00      |
| Real España        | 3 - 0      | Real Sociedad     | Morazán         | 17 de octubre | 19:00      |
| Platense           | 2 - 3      | Motagua           | Excélsior       | 17 de octubre | 19:15      |
| Total de goles: 17 |            |                   |                 |               |            |

| Jornada 15         | Jornada 15 | Jornada 15    | Jornada 15         | Jornada 15    | Jornada 15 |
| Local              | Resultado  | Visitante     | Estadio            | Fecha         | Hora       |
| ------------------ | ---------- | ------------- | ------------------ | ------------- | ---------- |
| Honduras Progreso  | 0 - 1      | Real Sociedad | Humberto Micheleti | 19 de octubre | 19:15      |
| Platense           | 0 - 4      | Real de Minas | Excélsior          | 20 de octubre | 16:00      |
| Olimpia            | 1 - 0      | UPNFM         | Nacional           | 20 de octubre | 16:00      |
| Real España        | 2 - 4      | Marathón      | Olímpico           | 20 de octubre | 17:00      |
| Vida               | 1 - 0      | Motagua       | Ceibeño            | 20 de octubre | 18:00      |
| Total de goles: 13 |            |               |                    |               |            |

| Jornada 16        | Jornada 16 | Jornada 16    | Jornada 16         | Jornada 16    | Jornada 16 |
| Local             | Resultado  | Visitante     | Estadio            | Fecha         | Hora       |
| ----------------- | ---------- | ------------- | ------------------ | ------------- | ---------- |
| Honduras Progreso | 1 - 0      | Real de Minas | Humberto Micheleti | 25 de octubre | 19:15      |
| Marathón          | 0 - 0      | Vida          | Yankel Rosenthal   | 26 de octubre | 15:00      |
| UPNFM             | 1 - 0      | Platense      | Emilio Williams    | 26 de octubre | 19:00      |
| Real Sociedad     | 1 - 2      | Olimpia       | Francisco Martínez | 27 de octubre | 15:00      |
| Motagua           | 1 - 1      | Real España   | Nacional           | 27 de octubre | 16:00      |
| Total de goles: 7 |            |               |                    |               |            |

| Jornada 17         | Jornada 17 | Jornada 17        | Jornada 17         | Jornada 17      | Jornada 17 |
| Local              | Resultado  | Visitante         | Estadio            | Fecha           | Hora       |
| ------------------ | ---------- | ----------------- | ------------------ | --------------- | ---------- |
| Real España        | 3 - 0      | Honduras Progreso | Morazán            | 2 de noviembre  | 19:00      |
| Vida               | 3 - 4      | Platense          | Ceibeño            | 2 de noviembre  | 19:15      |
| Real de Minas      | 3 - 2      | UPNFM             | Marcelo Tinoco     | 3 de noviembre  | 15:30      |
| Real Sociedad      | 0 - 0      | Motagua           | Francisco Martínez | 10 de noviembre | 14:00      |
| Olimpia            | 1 - 0      | Marathón          | Nacional           | 10 de noviembre | 16:00      |
| Total de goles: 16 |            |                   |                    |                 |            |

| Fecha FIFA |

| Jornada 18         | Jornada 18 | Jornada 18    | Jornada 18       | Jornada 18      | Jornada 18 |
| Local              | Resultado  | Visitante     | Estadio          | Fecha           | Hora       |
| ------------------ | ---------- | ------------- | ---------------- | --------------- | ---------- |
| Honduras Progreso  | 1 - 3      | Marathón      | Yankel Rosenthal | 20 de noviembre | 19:30      |
| Platense           | 4 - 2      | Real España   | Excélsior        | 20 de noviembre | 19:30      |
| UPNFM              | 2 - 0      | Real Sociedad | Emilio Williams  | 20 de noviembre | 19:30      |
| Vida               | 2 - 3      | Olimpia       | Ceibeño          | 20 de noviembre | 19:30      |
| Motagua            | 1 - 1      | Real de Minas | Nacional         | 20 de noviembre | 19:30      |
| Total de goles: 19 |            |               |                  |                 |            |

## Torneo Apertura

### Fase regular
Simbología:

Pts: puntos acumulados.

PJ: partidos jugados.

PG: partidos ganados.

PE: partidos empatados.

PP: partidos perdidos.

GF: goles a favor.

GC: goles en contra.

|                                                |     | Equipo            | PJ | G  | E | P  | GF | GC | Dif. | Pts |
| ---------------------------------------------- | --- | ----------------- | -- | -- | - | -- | -- | -- | ---- | --- |
|                                                | 1.  | Olimpia           | 18 | 14 | 2 | 2  | 37 | 12 | +25  | 44  |
|                                                | 2.  | Marathón          | 18 | 12 | 4 | 2  | 39 | 17 | +22  | 40  |
|                                                | 3.  | Motagua           | 18 | 9  | 4 | 5  | 26 | 21 | +5   | 31  |
|                                                | 4.  | UPNFM             | 18 | 7  | 5 | 6  | 24 | 23 | +1   | 26  |
|                                                | 5.  | Vida              | 18 | 7  | 4 | 7  | 24 | 24 | 0    | 25  |
|                                                | 6.  | Real de Minas     | 18 | 7  | 2 | 9  | 25 | 29 | -4   | 23  |
|                                                | 7.  | Real España       | 18 | 5  | 7 | 6  | 26 | 25 | +1   | 22  |
|                                                | 8.  | Platense          | 18 | 6  | 3 | 9  | 28 | 36 | -8   | 21  |
|                                                | 9.  | Real Sociedad     | 18 | 2  | 4 | 12 | 12 | 30 | -18  | 10  |
|                                                | 10. | Honduras Progreso | 18 | 3  | 1 | 14 | 12 | 36 | -24  | 10  |
| Última actualización: 20 de noviembre de 2019. |     |                   |    |    |   |    |    |    |      |     |

|  | Clasificado a la pentagonal y a la final |
|  | Clasificado a la pentagonal              |
|  | Último lugar                             |

## Pentagonal final
Simbología:

Pts: puntos acumulados.

PJ: partidos jugados.

PG: partidos ganados.

PE: partidos empatados.

PP: partidos perdidos.

GF: goles a favor.

GC: goles en contra.

|                                               |    | Equipo   | PJ | G | E | P | GF | GC | Dif. | Pts |
| --------------------------------------------- | -- | -------- | -- | - | - | - | -- | -- | ---- | --- |
|                                               | 1. | Olimpia  | 4  | 3 | 0 | 1 | 10 | 2  | +8   | 9   |
|                                               | 2. | Motagua  | 4  | 3 | 0 | 1 | 10 | 5  | +5   | 9   |
|                                               | 3. | Vida     | 4  | 1 | 1 | 2 | 7  | 11 | -4   | 4   |
|                                               | 4. | UPNFM    | 4  | 1 | 1 | 2 | 5  | 9  | -4   | 4   |
|                                               | 5. | Marathón | 4  | 0 | 2 | 2 | 5  | 10 | -5   | 2   |
| Última actualización: 8 de diciembre de 2019. |    |          |    |   |   |   |    |    |      |     |

|  | Clasificado a la final |

### Primera Jornada
| 23 de noviembre de 2019, 19:00 | Vida                 | 2:1 (1:0) | Olimpia   | Estadio Ceibeño, La Ceiba  |                            |
|                                | Villafranca 20', 48' | Reporte   | Mejía 80' | Árbitro(s): Armando Castro | Árbitro(s): Armando Castro |

| 23 de noviembre de 2019, 15:30 | Marathón  | 1:2 (1:1) | Motagua                 | Estadio Olímpico Metropolitano, San Pedro Sula |                           |
|                                | Discua 1' | Reporte   | Galvaliz 27' · Vega 86' | Árbitro(s): Saíd Martínez                      | Árbitro(s): Saíd Martínez |

- Equipo libre: UPNFM.

### Segunda Jornada
| 27 de noviembre de 2019, 19:15 | Vida            | 1:3 (0:1) | UPNFM                                   | Estadio Ceibeño, La Ceiba |                         |
|                                | Villafranca 49' | Reporte   | Montoya 33' · Peña 87' · Meléndez 90+1' | Árbitro(s): Raúl Castro   | Árbitro(s): Raúl Castro |

| 30 de noviembre de 2019, 17:00 | Olimpia                    | 2:0 (1:0) | Motagua | Estadio Olímpico Metropolitano, San Pedro Sula |                              |
|                                | Benguché 1' · Bengtson 51' | Reporte   |         | Árbitro(s): Melvin Matamoros                   | Árbitro(s): Melvin Matamoros |

- Equipo libre: Marathón.

### Tercera Jornada
| 30 de noviembre de 2019, 19:00 | UPNFM                  | 2:2 (1:1) | Marathón                      | Estadio Emilio Williams, Choluteca |             |
|                                | Peña 36' · Montoya 87' |           | Martínez 45+3' · Arboleda 55' | Árbitro(s):                        | Árbitro(s): |

| 2 de diciembre de 2019, 19:00 | Motagua                                                                         | 5:2 (2:2) | Vida                      | Estadio Nacional, Tegucigalpa |                           |
|                               | Moreira 25' · López 35' · Meléndez 56' (a.g.) · Estigarribia 63' · Crisanto 87' | Reporte   | Meléndez 2' · Padilla 22' | Árbitro(s): Oscar Moncada     | Árbitro(s): Oscar Moncada |

- Equipo libre: Olimpia.

### Cuarta Jornada
| 4 de diciembre de 2019, 19:00 | UPNFM | 0:3 (0:3) | Olimpia                                   | Estadio Nacional, Tegucigalpa |                            |
|                               |       | Reporte   | Bengtson 8' · Beckeles 21' · Benguché 32' | Árbitro(s): Armando Castro    | Árbitro(s): Armando Castro |

| 5 de diciembre de 2019, 15:00 | Marathón                          | 2:2 (1:1) | Vida                      | Estadio Yankel Rosenthal, San Pedro Sula |                         |
|                               | Arboleda 5' · Martínez 85' (pen.) | Reporte   | Meléndez 7' · Padilla 90' | Árbitro(s): Marlon Díaz                  | Árbitro(s): Marlon Díaz |

- Equipo libre: Motagua.

### Quinta Jornada
| 8 de diciembre de 2019, 16:00 | Olimpia                                                   | 4:0 (2:0) | Marathón | Estadio Nacional, Tegucigalpa |                              |
|                               | Bengtson 31' · Benguché 43' · Garrido 75' · Hernández 88' | Reporte   |          | Árbitro(s): Melissa Pastrana  | Árbitro(s): Melissa Pastrana |

| 8 de diciembre de 2019, 16:00 | Motagua                               | 3:0 (1:0) | UPNFM | Estadio Carlos Miranda, Comayagua |                           |
|                               | Izaguirre 9' · Moreira 67' (pen.) 78' | Reporte   |       | Árbitro(s): Said Martínez         | Árbitro(s): Said Martínez |

- Equipo libre: Vida.

|                             |
| Campeón Olimpia 31.° título |

## Estadísticas

### Clasificados a torneos internacionales
| Clasificado | Liga Concacaf 2020 |
| ----------- | ------------------ |
| Honduras 1  | Olimpia            |
| Honduras 2  | Marathon           |
| Honduras 3  | Motagua            |

### Promedio de Descenso
| Pos  | Equipo            | Ap. 2019 | Cl. 2020 | Total | PJ | Promedio |
| ---- | ----------------- | -------- | -------- | ----- | -- | -------- |
| 1.º  | Olimpia           | 44       |          | 44    | 18 | 2.444    |
| 2.º  | Marathón          | 40       |          | 40    | 18 | 2.222    |
| 3.º  | Motagua           | 31       |          | 31    | 18 | 1.722    |
| 4.º  | UPNFM             | 26       |          | 26    | 18 | 1.444    |
| 5.º  | Vida              | 25       |          | 25    | 18 | 1.388    |
| 6.º  | Real de Minas     | 23       |          | 23    | 18 | 1.277    |
| 7.º  | Real España       | 22       |          | 22    | 18 | 1.222    |
| 8.º  | Platense          | 21       |          | 21    | 18 | 1.166    |
| 9.º  | Real Sociedad     | 10       |          | 10    | 18 | 0.555    |
| 10.º | Honduras Progreso | 10       |          | 10    | 18 | 0.555    |

|  |                                                                                              |
|  | El equipo que ocupe esta posición al finalizar la temporada descenderá a la Liga de Ascenso. |

### Goleadores
| Pos.                                         | Jugador              | Equipo            | Goles |
| -------------------------------------------- | -------------------- | ----------------- | ----- |
| 1.°                                          | Juan Ramón Mejía     | Real Minas        | 17    |
| 2.°                                          | Franco Güity         | UPNFM             | 14    |
| 3.°                                          | Jorge Benguché       | Olimpia           | 12    |
| 4.°                                          | Josué Villafranca    | Vida              | 10    |
| 5.°                                          | Yustin Arboleda      | Marathon          | 9     |
| 5.°                                          | Jerry Bengtson       | Olimpia           | 9     |
| 6.°                                          | Carlo Costly         | Marathon          | 8     |
| 6.°                                          | Roberto Moreira      | Motagua           | 8     |
| 7.°                                          | Bruno Volpi          | Platense          | 7     |
| 7.°                                          | Marcelo Estigarribia | Motagua           | 7     |
| 8.°                                          | Mario Martínez       | Marathon          | 6     |
| 8.°                                          | Eddie Hernández      | Olimpia           | 6     |
| 9.°                                          | Frelys López         | Marathon          | 5     |
| 9.°                                          | Kevin López          | Motagua           | 5     |
| 9.°                                          | Matías Garrido       | Olimpia           | 5     |
| 9.°                                          | Rony Martínez        | Real España       | 5     |
| 9.°                                          | Carlos Meléndez      | Vida              | 5     |
| 10.°                                         | Alexander Aguilar    | Platense          | 4     |
| 10.°                                         | Diego Reyes          | Platense          | 4     |
| 10.°                                         | Oscar Móvil          | Real Sociedad     | 4     |
| 10.°                                         | Jerrel Britto        | Honduras Progreso | 4     |
| 10.°                                         | Carlos Discua        | Marathon          | 4     |
| Última actualización: 8 de diciembre de 2019 |                      |                   |       |